# Plaza de Armas de Iquitos
La plaza de Armas de Iquitos, es el espacio urbano más antiguo e importante de la ciudad peruana de Iquitos desde su establecimiento en 1764. El tamaño que ocupa es de una manzana urbana. Es uno de los puntos turísticos más concurridos de la ciudad. También es el lugar de actos cívicos y oficiales.

## Zonas

### Jardines

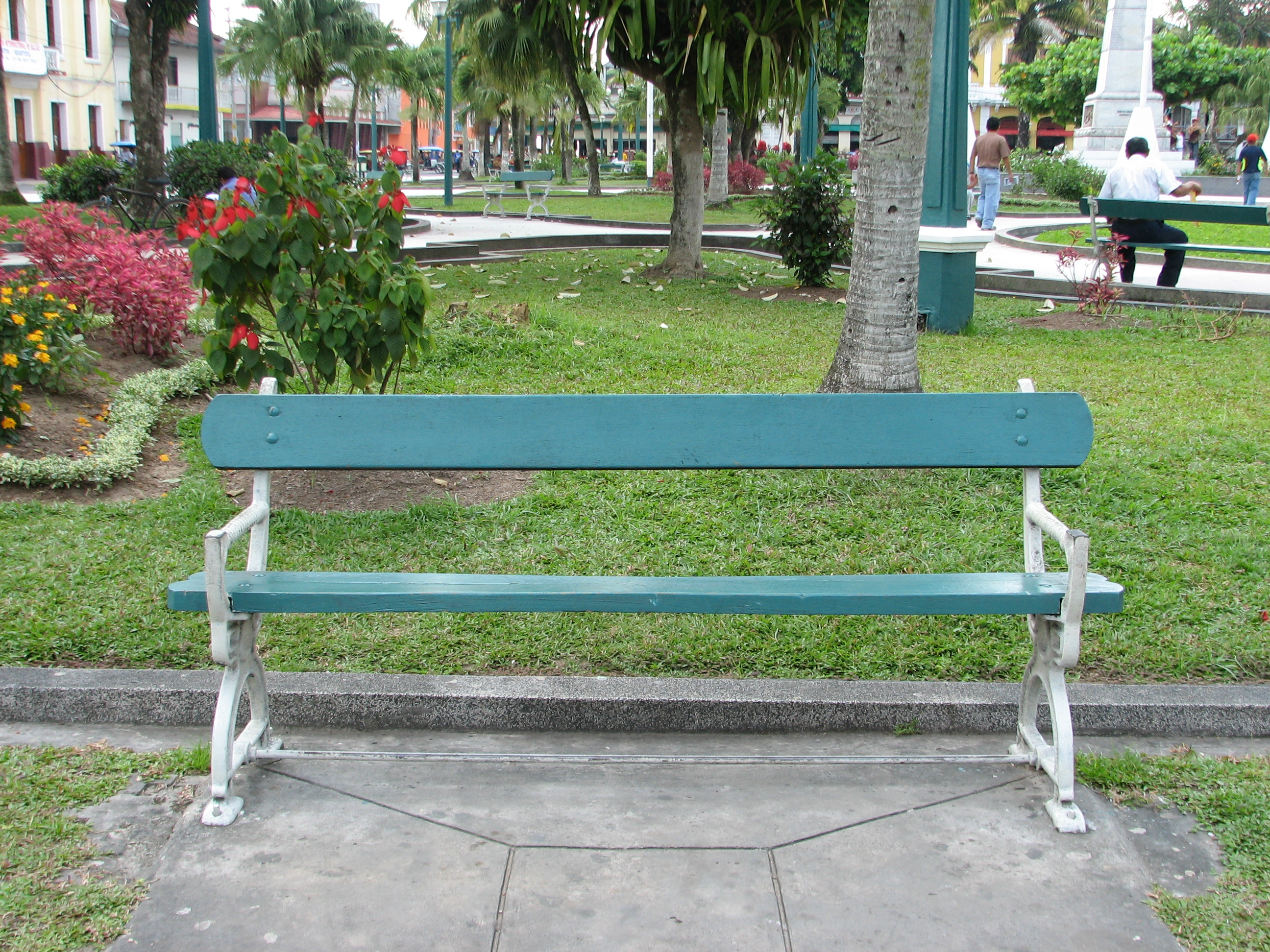
Una banca de la Plaza de Armas, y una zona de jardines al fondo.

Están situadas en pequeñas zonas dispersas en cada esquina y también en el interior de la plaza, cerca del Obelisco. En las fiestas navideñas todos los árboles son adornados con luces referentes al color de Navidad, además de la construcción de un belén (llamado comúnmente nacimiento), en escala real, con material natural como ramas de árboles, lianas y hojas de palmera irapay para la techumbre.

### Obelisco de los Héroes

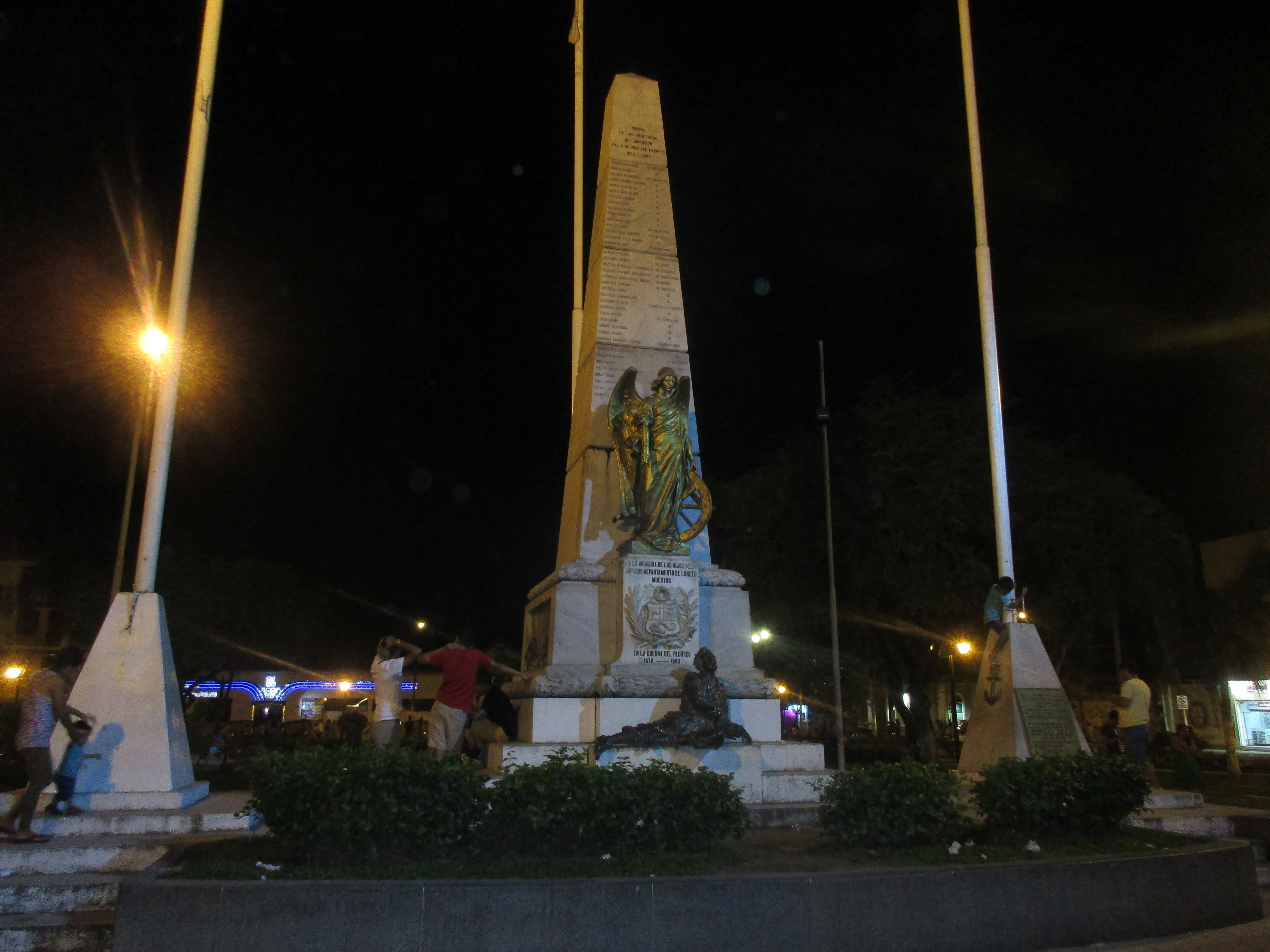
Obelisco de los Héroes.

Es un enorme pilar u obelisco chato, de cuatro lados y se van achicando los lados a modo que se mira su cima. Su base está adornada con dibujos taraceados de metal de los héroes durante la guerra. Esta puesto sobre una clase de tarima de piedra, acompañado de tres astas. Es el centro de entonación del Himno Nacional del Perú y del izamiento de las banderas representativas de la Nación y la región.
Dedicado a los héroes de la honorables batallas en el Perú, la Guerra del Pacífico, en él están los nombres de los loretanos que murieron en dicha guerra. Contiene una lista extensa de ellos a los cuatro lados del obelisco.

### Fuente ornamental

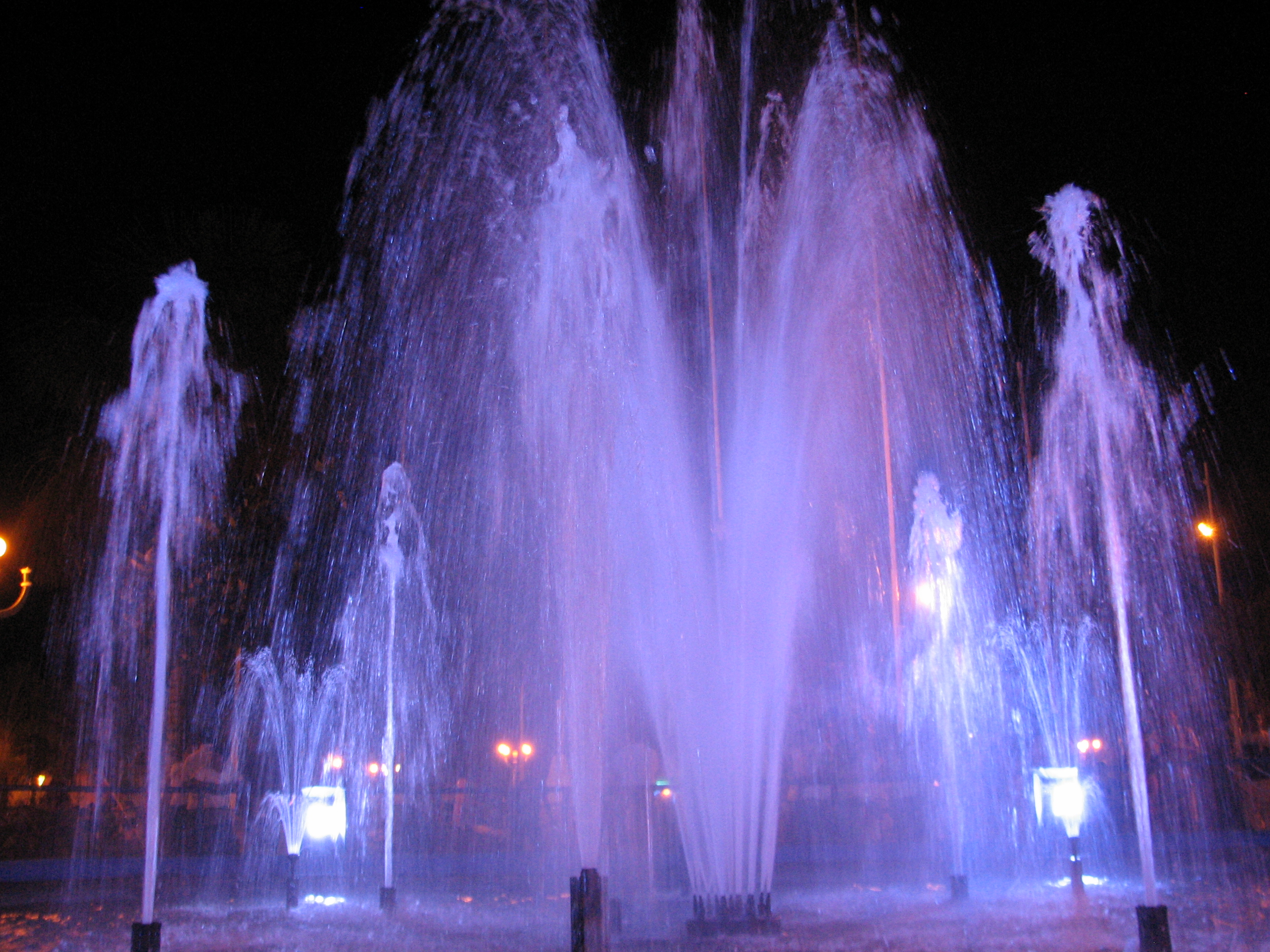
Fuente en la Plaza de Armas (localmente conocido como pileta).

Es una pileta circular, ubicado en el lado este de la plaza. El espectáculo consiste en secuencias coordinadas de chorros de agua que alcanza unos diez metros, adornado de luces de colores, principalmente de lila que le da un brillo espectacular.

## Entorno de la plaza
Cercanos a la plaza se unican diversos establecimientos comerciales y culinarios, entre otros, tales como:
- 'Hotel El Dorado ' — al norte.
- 'Biblioteca Municipal' — al norte (actualmente está siendo demolida).
- 'Iglesia Matriz' — al suroeste.
- 'Casa de Fierro' — al este.
- 'ex Casa Pinasco'.
- 'ex Casa Fitzcarrarld'.
- 'Oficina de iperú, Información y Asistencia al Turista', a 50 metros de la Plaza de Armas, en Jirón Napo N° 161.

La plaza es usada como centro de fiestas, espectáculos, y otras ceremonias de gran escala. Al paso del tiempo, este espacio queda como un Patrimonio Cultural de la Nación, por su característica llamativa y las actividades realizadas día a día.